# Піфагорея
Піфагорея, або Піфагоріо (грец. Πυθαγόρειο або Πυθαγορείου) — містечко на острові Самос з населенням близько 9 тис. мешканців, найбільше поселення на острові. Воно отримало сучасну назву в 1955 році на честь математика Піфагора.
Містечко найбільш відоме своїм стародавнім портом, де зберіглося багато пам'ятників давньограцької та римської доби. Цей порт вважається найстарішим штучним портом на Середземному морі. Частиною стародавнього міста також був відомий Евпалінський тунель.
В 1992 році руїни порту, Евпалінський тунель та розташований на тому ж острові герайон (храм Гери) були занесені до списку Світової спадщини ЮНЕСКО.

## Персоналії
- Аристарх Самоський — давньогрецький астроном.
- Піфагор — давньогрецький філософ, релігійний та політичний діяч, засновник піфагореїзму.